# Przegląd Spraw Kultury
Przegląd Spraw Kultury – polskie konspiracyjne pismo ukazujące się w czasie II wojny światowej.
Pismo powstało z inicjatywy Departamentu Informacji Delegatury Rządu na Kraj. Jego redaktorką była Stanisława Sawicka. Pismo miało charakter chadecki i antykomunistyczny.